# Kamaboko
Kamaboko (蒲鉾) é um tipo de surimi curtido, um produto japonês de frutos do mar, em que vários tipos de peixes brancos são batidos, combinados com aditivos como glutamato monossódico, modelados como se fossem pão e depois cozidos a vapor até adquirirem uma consistência firme. A massa é então fatiada e servida à temperatura normal (ou fria) com vários temperos ou cortada e colocada em várias sopas quentes, pratos típicos ou pratos de macarrão. O kamaboko é normalmente vendido como uma massa semi-cilíndrica. Alguns incluem desenhos artísticos, como espirais rosa em cada fatia de narutomaki, assim chamado devido aos Redemoinhos de Naruto, que ocorrem entre as ilhas de Shikoku e Honshu.

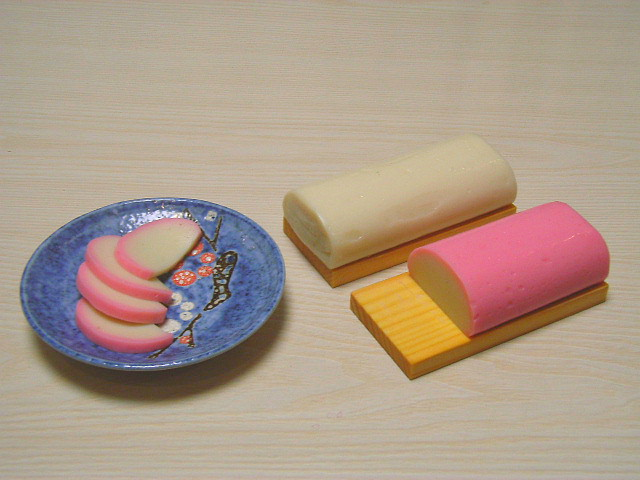
Kamaboko rosa e branco

Apesar de o nome japonês do kamaboko estar se tornando conhecido fora do Japão, algumas traduções para a palavra são pasta de peixe ou "salsicha de peixe".
O kamaboko branco com cobertura vermelha é normalmente servido em refeições de celebração e festas, visto que acredita-se que as cores vermelha e branca trazem boa sorte.
O kamaboko é consumido no Japão desde o século XIV e hoje é possível encontrá-lo em todo o mundo. O produto que simula a carne de caranguejo (kani-kama) (abreviatura para kani-kamaboko), a mais conhecida forma de surimi no Ocidente, é um tipo de kamaboko. Em Uwajima, um tipo de kamaboko frito chamado jakoten é popular. No Japão, chikama (queijo com kamaboko) é encontrado à venda em lojas de conveniência como um aperitivo pré-embalado.

## Dia do Kamaboko
A Organização Japonesa do Kamaboko, em 1983, definiu o dia 15 de novembro como o "Dia do Kamaboko".

## O kamaboko fora do Japão

### Havaí
No Havaí, o kamaboko vermelho por fora é muito encontrado em supermercardos. É um ingrediente principal do saimin, uma sopa de macarrão popular no estado. Às vezes, o kamaboko é chamado de bolo de peixe no Havaí.

### Coreia do Sul

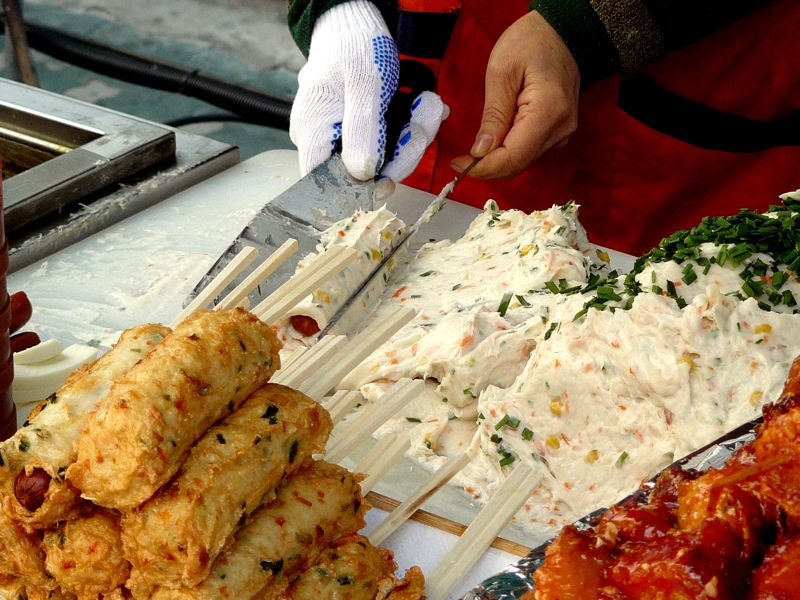
Eomukbar (어묵바), um aperitivo coreano popular baseado no kamaboko.

Na Coreia do Sul, o kamaboko é chamado de eomuk (어묵) ou odeng (오뎅), palavra que vem do japonês oden, um prato que pode conter kamaboko.
O eomuk pode ser fervido em um espeto no caldo de carne e é vendido em carrinhos de rua, podendo ser comidos com bebidas alcoólicas, especialmente o soju, parecendo-se com barracas de cachorro-quente. O caldo de carne às vezes é dado ao cliente em copos de papel para ser usado como tempero ou bebido.
Uma forma alternativa do eomuk é vendido nas épocas frias do ano e é chamado de 'Hotbar' ou 'Hot Bar'. O Hot Bar também é servido em um palito ou espeto, mas a receita exige que ele seja frito ao invés de ser fervido. Dessa forma, o Hot Bar pode ser preparado de acordo com a vontade do vendedor: puro, misturado com vegetais como cenoura picada, ou servido como vários tipos de molhos ou condimentos como ketchup ou mostarda.